# Volkerode
Volkerode é um município da Alemanha localizado no distrito de Eichsfeld, estado da Turíngia.  Pertence ao verwaltungsgemeinschaft de Ershausen/Geismar.

## Demografia
Evolução da população (em 31 de dezembro):
| - 1994 - 305 - 1995 - 301 - 1996 - 300 - 1997 - 300 | - 1998 - 296 - 1999 - 282 - 2000 - 270 - 2001 - 275 | - 2002 - 267 - 2003 - 266 - 2004 - 257 |

Fonte: Thüringer Landesamt für Statistik